# Rosendahl, Nordrhein-Westfalen
Rosendahl är en kommun i Kreis Coesfeld i Regierungsbezirk Münster i förbundslandet Nordrhein-Westfalen i Tyskland. Kommunen bildades 1 juli 1969 genom en sammanslagning av de tidigare kommunerna Darfeld och Osterwick.